# Clinker Bluff
Das Clinker Bluff ist ein abgelegenes Felsenkliff im ostantarktischen Viktorialand. Es ragt inmitten des Skelton-Gletschers westlich des Mount Tricouni auf.
Vermessen und benannt wurde es 1957 von der neuseeländischen Mannschaft der Commonwealth Trans-Antarctic Expedition (1955–1958). Namensgebend ist seine Form, die an einen sogenannten Clinker, einen rechtwinkligen Nagel in Bergstiefeln, erinnert.